# Сьюард (шоссе)
Шоссе Сьюард (англ. Seward Highway) — дорога длиной 202 км (126 миль), расположенная в американском штате Аляска, соединяющая города Сьюард и Анкоридж и проходящая через живописный полуостров Кенай, Национальный лес Чугач, залив Турнагаин и горы Кенай. Строительство шоссе было завершено в 1951 году. Первые 60 км (37 миль) шоссе Сьюард до перекрёстка с шоссе Стерлинг являются частью Аляскинского маршрута 9 (АК-9), а оставшееся расстояние до Анкориджа является частью Аляскинского маршрута 1 (АК-1).

## Описание маршрута
Шоссе Сьюард занесено в Национальную систему автомагистралей США, сеть дорог, важных для экономики страны. В 2010 году среднесуточный трафик шоссе неподалёку от пересечения с шоссе Стерлинг составил 2520 транспортных средств. В 2012 году журнал "Life" включил шоссе Сьюард в список самых живописных дорог в мире.

## История
Строительство участка шоссе Сьюард длиной 29 км (18 миль) от города Сьюарда до озера Кенай было завершено в 1923 году. Следующий сегмент шоссе между Мус-Пассом и Хопом был завершен к 1928 году. Мост «18-я миля», называемый в народе «недостающее звено», который должен был соединить Сьюард и Мус-Пасс, не был завершён до 1946 года, что являлось одной из основных причин задержки завершения строительства магистрали. Проезжая часть шоссе была завершена 19 октября 1951 года и сухопутно связала жителей Сьюарда с крупным городом Анкоридж (ранее сообщение осуществлялось только морским и авиационным транспортом). по всей длине шоссе был проложен в 1952 году. После Великого Аляскинского землетрясения около 20 км (12 миль) шоссе Сьюард опустились ниже уровня воды в заливе Турнагаин; шоссе и мосты были подняты и перестроены в 1964-66 годах.